# Die Umgekehrten (2007)
Die Umgekehrten (Originaltitel: Odwróceni) ist eine 13-teilige polnische Fernsehserie, die zwischen dem 16. März 2007 und 8. Juni 2007 auf dem Sender TVN ausgestrahlt wurde. Sie schildert das Leben, die Methoden und Strukturen der organisierten Kriminalität in Polen. Die Rechte an der Serie wurden vom dänischen Sender DRTV gekauft.

## Handlung
Die Polizei hat seit längerer Zeit die Pruszków-Gruppe im Visier und ist auf der Suche nach einem Kandidaten, den sie „umkehren“ bzw. für ihre Zwecke abwerben möchte. Da beobachtet der Kommissar Sikora, dass eins der Mitglieder der Gruppe (Blacha) zunehmend in Streit mit den anderen gerät.
Blacha ist verheiratet, hat aber eine heimliche Affäre mit Gosia. An einem Abend im Stammlokal der Gruppe wird Gosia von zwei hoch gestellten Mitgliedern der Gruppe vergewaltigt. Blacha sieht das, traut sich aber nicht, ihr zu helfen. Daraufhin beschuldigt Gosia ihn der Vergewaltigung und Sikora hat einen Grund, Blacha unter Druck zu setzen. Blacha sollte abgeworben werden; er steht nicht zu hoch in der Hierarchie der Gruppe, aber hoch genug, um an die für die Polizei nützlichen Informationen zu kommen. Sikora wartet noch eine Zeitlang ab, und nachdem Blachas nächster Streit mit den Vergewaltigern seiner Geliebten eskaliert, platziert Sikora Sprengstoff unter dem Auto von Blachas Frau, um ihn glauben zu lassen, die Gruppe sei es gewesen. Blacha hat Angst um seine Familie und fällt auf Sikoras Trick herein.
Die Zusammenarbeit zwischen Sikora und Blacha läuft gut, sie vertrauen einander sogar ein Stück weit. Blacha ist sich jedoch bewusst, dass er die Informationen enthaltsam an Sikora weitergeben muss, um wertvoll zu bleiben. Doch eines Tages werden sie bei einem der heimlichen Treffen beobachtet, und die Chefs der Pruszków-Gruppe (Mnich und Szybki) erfahren davon. Blacha wird von Skalpel – seinem besten Freund aus der Gruppe – gewarnt und wendet sich an Sikora, der bereits einen Plan hat. Blacha solle behaupten, er habe Sikora für die Dienste der Gruppe abgeworben.
Blacha fürchtet, niemand werde ihm die Geschichte glauben, da Sikora als grundehrlicher und angesehener Polizeibeamter bekannt ist. Darauf sagt Sikora, dass sein Sohn unheilbar krank sei und sein Zustand sich dramatisch verschlechtere. Somit braucht er das Geld für teure Behandlungen im Ausland.
In der Zwischenzeit heuert einer der Chefs der Pruszków-Gruppe, Mnich, einen Killer (Beria) an, der den Sohn von Ptasiek – Chef der verfeindeten Gruppe Wołomin – tötet. Somit will sich Mnich Respekt verschaffen und die Macht über beide Gruppen übernehmen. Doch damit hat er einen brutalen Krieg zwischen den beiden Gruppen entfacht.
Da Sikoras Sohn tatsächlich unheilbar krank ist, glaubt die Pruszków-Gruppe (nachdem sie Sikoras nichts ahnende Tochter aushorchen lässt), dass Blacha die Wahrheit sagt, Mnich jedoch, lässt sich nicht beirren.
Es stellt sich heraus, dass Beria und Sikora in der Jugend zusammen beim Militärdienst waren; Beria soll auf Mnichs Anweisung die alte Freundschaft mit Sikora aufbauen und seine Zusammenarbeit mit Blacha entlarven.
Die Polizei fahndet währenddessen nach dem unbekannten Killer; Sikora wird zu einer inoffiziellen Anhörung eingeladen und erfährt, dass sein Militärkamerad der Verdächtige sei. Als Sikora das nächste Mal in Berias Haus ist, sucht und findet er Beweise gegen Beria, der bemerkt jedoch, dass Sikora die Wahrheit erfahren hat. Daraufhin will Beria Sikora aus dem Weg räumen und folgt ihm in einer Nacht, als Sikora zu einem verabredeten Treffen mit Blacha unterwegs ist. In der Dunkelheit der Nacht glaubt Sikora, dass ihm Blacha entgegenkommt, doch als er bemerkt, dass es Beria ist, der bereits auf ihn zielt, kann Blacha aus dem Hinterhalt in letzter Sekunde Sikora das Leben retten. Beide verschwinden vom Tatort. Der Krieg zwischen den Banden Pruszków und Wołomin ist eskaliert, und nachdem Skalpel und Szybki auf Ptasieks Anweisung getötet worden sind, sollten Blacha und Mnich die Nächsten sein.
Sikora kann Blacha nicht mehr ausreichend davor schützen; deswegen lässt er ihn verhaften und arrangiert für ihn die Aufnahme in das Zeugenschutzprogramm.

## Einschaltquoten
| Folge            | Zuschauer |
| ---------------- | --------- |
| 1                | 3.891.342 |
| 2                | 3.226.866 |
| 3                | 3.100.740 |
| 4                | 2.764.417 |
| 5                | 2.825.653 |
| 6                | 2.775.458 |
| 7                | 2.417.460 |
| 8                | 2.503.918 |
| 9                | 2.185.046 |
| 10               | 2.481.045 |
| 11               | 2.089.628 |
| 12               | 2.082.561 |
| 13               | 1.734.432 |
| Durchschnittlich | 2.637.537 |